# مگردیچ هالوادجیان
مگردیچ هالوادجیان (ارمنی: Մկրտիչ հալվաճեան؛ بلغاری: Магърдич Халваджиян؛ ۱۸ فوریهٔ ۱۹۶۷) کارگردان فیلم، تهیه‌کننده تلویزیونی، تهیه‌کننده فیلم و کارگردان تلویزیونی ارمنی‌تبار اهل بلغارستان است.  وی از سال ۲۰۰۱ میلادی تاکنون مشغول فعالیت بوده‌است.

## زندگی‌نامه
وی در ۱۸ فوریهٔ ۱۹۶۷ در پلون به دنیا آمد و با مدرک کارشناسی ارشد در رشته کارگردانی از دانشگاه بلغارستان فارغ‌التحصیل گشت. 

## گزیده فیلم‌شناسی
از فیلم‌ها یا برنامه‌های تلویزیونی که وی در آن نقش داشته‌است می‌توان به ایکس فاکتور (مجموعه تلویزیونی بلغارستانی) اشاره کرد.